# Sandy Koufax
Sanford „Sandy“ Koufax, Spitzname The Left Arm of God, ([ˈkoʊfæks]; * 30. Dezember 1935 in New York City, New York als Sanford Braun) ist ein ehemaliger US-amerikanischer Baseballspieler in der Major League Baseball (MLB) auf der Position des Pitchers. Er spielte während seiner gesamten aktiven Laufbahn für die Dodgers, zunächst in Brooklyn und danach in Los Angeles. Koufax ist mit drei Cy Young Awards, drei MLB-Meisterschaften, drei Triple Crowns, zwei Babe Ruth Awards, einem Most Valuable Player Award der National League und sechs Auszeichnungen zum All-Star einer der erfolgreichsten Pitcher aller Zeiten. Darüber hinaus warf er vier No-Hitter, darunter ein Perfect Game. 1972 wurde Koufax in die Baseball Hall of Fame aufgenommen.
Landesweites Aufsehen erregte Koufax, als er 1965 nicht zum 1. Spiel der World Series antrat, weil es an Jom Kippur stattfand und die Teilnahme nicht mit seinem jüdischen Glauben vereinbar war. Für Teile des amerikanischen Judentums wurde Koufax damit zum Helden.

## Leben
Koufax wuchs im jüdisch geprägten Brooklyn auf und spielte zunächst Basketball, Baseball war eher Zeitvertreib. Doch als ein Baseball-Scout seinen Fastball sah – für den er später berühmt werden würde – wurde er von den heimischen Brooklyn Dodgers verpflichtet und mit einem Profi-Vertrag über 6.000 US-Dollar monatlich ausgestattet.
Koufax debütierte am 24. Juni 1955 im Alter von 19 Jahren bei den Dodgers in der MLB gegen die Milwaukee Braves. Das Spiel verloren die Dodgers mit 2 zu 8. Seine ersten sechs Jahre waren unbemerkenswert. Obwohl sein Fastball über 160 km/h schnell war (und somit ständig Ligaspitze), fehlten ihm Kontrolle und das nötige Wurfrepertoire jenseits des geraden, schnellen Balles. Sein Earned Run Average (ERA) war konstant bei mäßigen 4 bis 5, und er verlor mehr Spiele als er gewann. Als Reservespieler war er aber Teil jenes 1959er-Teams, welches die World Series gewann. Der ehrgeizige, aber bis dahin oft störrische und wenig professionell lebende Koufax war aber Ende der Saison 1960 so frustriert, dass er ernsthaft über Karriereende nachdachte, sich aber noch zu „einem weiteren Jahr“ überreden ließ.
Koufax änderte fortan seine berufliche Einstellung. Um mehr Ausdauer zu erlangen, lief er stundenlang und verbesserte seine Wurftechnik. Außerdem warf er seinen Fastball nicht mehr mit voller Kraft, sondern nahm sich etwas zurück, um mehr Kontrolle über seine Würfe zu erlangen. Koufax wurde dadurch schlagartig zu einem der besten Pitcher der MLB: Er notierte 269 Strikeouts, brach damit einen jahrzehntealten National-League-Rekord und gewann 18 seiner 31 Spiele. 1962 warf er seinen ersten No-Hitter und hatte einen Monat, an dem sein ERA auf 1.23 fiel. Trotzdem waren die Dodgers noch nicht so weit, als dass sie im Titelrennen hätten mitmischen können.
1963 gelang Koufax der endgültige Durchbruch. Er warf einen zweiten No-Hitter und gewann die Triple Crown für Pitcher, indem er die meisten Siege einfuhr (25, bei nur 5 Niederlagen), die meisten Strikeouts warf (306) und den tiefsten ERA (1.88) notierte. Ferner schaffte er acht Shutouts, das heißt ein komplettes Spiel ohne gegnerischen Punktgewinn. Er führte die Dodgers in die World Series 1963 und dominierte die New York Yankees nach Belieben: in Spiel 1 warf er 14 Strikeouts, und Yankee-Catcher Yogi Berra wurde mit den Worten zitiert: „Ich sehe, warum er 25 Spiele gewann. Was ich nicht kapiere, ist wie er 5 verlor.“ (I can see how he won 25 games. What I don’t understand is how he lost five). Koufax führte die Dodgers zu ihrem zweiten World Series-Gewinn und hatte am Ende noch den Cy Young- und den Babe Ruth-Award gewonnen. Außerdem wurde er mit der Sportler des Jahres-Auszeichnung von Associated Press geehrt.
1964 warf Koufax seinen dritten No-Hitter und schaffte es in einem Inning, drei Strikeouts mit der Minimalzahl von neun Würfen zu erzielen – bis heute ein seltenes Kunststück. Obwohl er Armprobleme aufgrund von Gelenkverschleiß bekam, gewann er 19 Spiele und verlor nur 5. Im nächsten Jahr nahm Koufax Kortison und Capsaicin gegen chronische Ellenbogenschmerzen (es wurde später Arthritis diagnostiziert), aber seine Leistungen blieben exzellent. Er warf ein Perfect Game, in welchem er 14 Strikeouts schaffte, ein Wert, der erst 2012 von San Francisco Giants Pitcher Matt Cain eingestellt wurde. Seine Dodgers schafften es 1965 in die World Series gegen die Minnesota Twins. Dort schrieb Koufax Geschichte, als er sich als Jude weigerte, im 1. Spiel aufzulaufen, da es auf Jom Kippur fiel. Koufax dominierte aber den Rest der Serie, führte die Dodgers zur dritten Meisterschaft und gewann viele Sympathien für seine Entscheidung: Von der Zeitschrift Sports Illustrated wurde er zum Sportler des Jahres gewählt; von der Associated Press erhielt er seine zweite Ernennung zum Sportler des Jahres.
1966 war Koufax’ Arm so geschädigt, dass er beschloss, nur noch dieses eine Jahr weiterzuwerfen. Er beendete diese Saison auf beeindruckende Art, indem er 27 Spiele gewann und einen starken ERA von 1.73 erreichte. Die Dodgers erreichten die World Series, wurden aber trotz Koufax’ tadellosen Leistungen mit 4 zu 0 von den Baltimore Orioles besiegt. Hiermit trat Koufax im Alter von gerade einmal 30 Jahren ab.
Seine Nummer 32 wird von den Dodgers nicht mehr vergeben, und 1972 wurde er mit 87 % der Stimmen im 1. Wahlgang in die Hall of Fame gewählt. Sein Playoff-ERA von 0.95 ist immer noch absolute Weltklasse.

## Wurftechnik
Koufax konnte einen sehr schnellen Fastball werfen, der bis zu 160 km/h schnell war. Den Fastball warf er meist mit einem leichten Unterschnitt, so dass der Ball tückisch stieg und kaum zu berechnen war. Oft genutzte Varianten waren ein Curveball, der nach unten wegdrehte, ein Forkball, der in der Luft „flatterte“ sowie ein Changeup, bei dem er den Ball absichtlich langsamer warf und somit die Schlagmänner zu frühem Schwingen provozierte.
Koufax galt von 1961 bis 1966 als der Pitcher mit der besten Ballkontrolle. Willie Stargell von den Pittsburgh Pirates sagte, Koufax’ Bälle zu schlagen seien wie der Versuch „Suppe mit einer Gabel zu essen“ (Hitting against him is like eating soup with a fork). Baseball-Hall of Famer Willie Mays sagte: „Ich wusste, was er werfen würde, aber konnte seine Bälle trotzdem nie treffen.“ (I knew every pitch he was going to throw and still I couldn’t hit him.). Catcher Joe Roseboro schließlich sagte, gegen Koufax schlagen zu müssen sei wie „das Sitzen auf einem wackligen Stuhl“.

## Privatleben
Koufax wurde 1935 in Brooklyn unter dem Namen Sanford Braun als Kind jüdischer Eltern geboren. Sie ließen sich scheiden, als er drei Jahre alt war. Als seine Mutter wieder heiratete, nahm sie den Namen „Koufax“ ihres neuen Ehemannes an. Koufax selbst war zweimal verheiratet, aber auch die zweite Ehe endete in einer Scheidung.